# Ponte stradale sul Desna
Il Ponte stradale sul Desna (in ucraino Автомобільний міст через Десну?; in russo Автомобильный мост через Десну?) era il principale ponte cittadino e attraversava il fiume Desna a Černihiv in Ucraina. Risaliva al XIX secolo ed è stato distrutto durante l'invasione russa dell'Ucraina del 2022.

## Storia
Il ponte venne costruito nella seconda metà del XIX secolo per integrare la via di comunicazione sulla direttiva Odessa - Kiev - Černihiv- San Pietroburgo e sino a quel momento l'unico ponte in città era il Ponte Rosso, costruito già nel XVIII secolo. Poco dopo la sua costruzione venne gravemente danneggiato da una piena del fiume Desna, nel 1877. La sua ricostruzione venne ultimata all'inizio del XX secolo. Nel gennaio 1919 la zona vicino al ponte, durante gli scontri legati alla Rivoluzione d'ottobre fu teatro di una battaglia. Nel secondo dopoguerra del XX secolo, nel 1956, fu ricostruito più moderno in una posizione leggermente a valle poi anche questo manufatto fu superato per le accresciute necessità di collegamenti stradali e nel 1986 venne costruito il nuovo ponte sul Desna, adatto a sopportare il volume di traffico moderno. Nel 2020 il ponte è stato definito manufatto di importanza nazionale.
Nel marzo 2022, durante l'invasione russa dell'Ucraina mentre era in corso la battaglia di Černihiv, è stato quasi completamente distrutto.

## Descrizione
Il ponte, con le sue travi in acciaio poste su pilastri in muratura, costituiva la principale infrastruttura per le comunicazioni di Černihiv ed è stato necessario pensare subito a soluzioni alternative.